# Апостольский нунций в Мали
Апостольский нунций в Республике Мали — дипломатический представитель Святого Престола в Мали. Данный дипломатический пост занимает церковно-дипломатический представитель Ватикана в ранге посла. Апостольская нунциатура в Мали была учреждена на постоянной основе 3 июня 1980 года.
В настоящее время Апостольским нунцием в Мали является архиепископ Жан-Сильвен Эмьен Мамбе, назначенный Папой Франциском 5 февраля 2022 года

## История
Апостольская делегатура Западной Африки изменила свое название на Апостольскую делегатуру в Мали и Мавритании 21 мая 1973 года, бреве «Ex quo divino» Папы Павла VI.
С 3 июня 1980 года, с момента установления дипломатических отношений между Святым Престолом и Мали, Апостольская делегатура была возведена в ранг апостольской нунциатуры, согласно бреве «Vigilem curam » Папы Иоанна Павла II. Резиденцией апостольского нунция в Гвинее является Конакри — столица Гвинеи. Апостольский нунций в Гвинее, по совместительству, исполняет функции апостольского нунция в Мали. Однако апостольский нунций не имеет официальной резиденции в Мали, в его столице Бамако и является апостольским нунцием по совместительству, эпизодически навещая страну. Резиденцией апостольского нунция в Мали является Конакри — столица Гвинее. До 2007 года резиденцией апостольских делегатов и нунциев был Дакар — столица Сенегала.

## Апостольские нунции в Мали

### Апостольские делегаты
- Джованни Мариани, титулярный архиепископ Миссуа — (17 октября 1973 — 11 января 1975 — назначен апостольским нунцием в Венесуэле);
- Луиджи Барбарито, титулярный архиепископ Фьорентино — (5 апреля 1975 — 10 июня 1978 — назначен апостольским нунцием в Австралии);
- Луиджи Доссена, титулярный архиепископ Карпи — (24 октября 1978 — 3 июня 1980 — назначен апостольским пронунцием).

### Апостольские пронунции
- Луиджи Доссена, титулярный архиепископ Карпи — (3 июня 1980 — 30 декабря 1985 — назначен апостольским нунцием в Перу);
- Пабло Пуэнте Бусес, титулярный архиепископ Макри — (12 марта 1986 — 31 июля 1989 — назначен апостольским нунцием в Ливане);
- Антонио Мария Вельо, титулярный архиепископ Эклано — (21 октября 1989 — декабрь 1994 — назначен апостольским нунцием).

### Апостольские нунции
- Антонио Мария Вельо, титулярный архиепископ Эклано — (декабрь 1994 — 2 октября 1997 — назначен апостольским нунцием в Ливане и Кувейте, а также апостольским делегатом на Аравийском полуострове);
- Жан-Поль-Эме Гобель, титулярный архиепископ Галации Кампанийской — (6 декабря 1997 — 31 октября 2001 — назначен апостольским нунцием в Никарагуа);
- Джузеппе Пинто, титулярный архиепископ Англоны — (5 февраля 2002 — 6 декабря 2007 — назначен апостольским нунцием в Чили);
- Мартин Кребс, титулярный архиепископ Таборенты — (8 сентября 2008 — 8 мая 2013 — назначен апостольским нунцием в Новой Зеландии, Кирибати, Палау, Микронезии и на Островах Кука, а также апостольским делегатом на Тихом океане);
- Санто Рокко Ганджеми, титулярный архиепископ Умбриатико — (5 февраля 2014 — 25 мая 2018 — назначен апостольским нунцием в Сальвадоре);
- Тимон Титус Хмелецкий, титулярный архиепископ Трес Таберне — (26 марта 2019 — 5 февраля 2022);
- Жан-Сильвен Эмьен Мамбе, титулярный архиепископ Потенца Пичена — (5 февраля 2022 — по настоящее время).